# 蔣康祖古仁波切
第四世蔣康祖古仁波切（Gyang Khang Tulku Rinpoche）通常被稱為蔣康堪祖仁波切（Gyang Khang Khentrul Rinpoche），其為藏傳佛教寧瑪派白玉傳承之轉世活佛（祖古），為印度寧瑪派佛學寺院白玉南卓林寺（Palyul Namdroling Monastery）之住持，指導全球分院之各種教傳課程，並至世界各地弘講傳法。2011年受不丹國王及總理之邀請前往主法祈福；曾多次代表寧瑪派出席「世界藏傳佛教領袖會議」。其在佛教聖地，也是聯合國世界遺產的印度摩訶菩提寺附近興建「菩提迦耶白玉南卓林寺」。
頂果欽哲法王曾於1987年1月15日為其寫下《長壽祈請文》，供全球弟子傳誦。

## 生平

### 早期生涯
第四世蔣康堪祖仁波切，出生於印度，其於四歲時即由當代藏傳不同教派之法王，包括貝諾法王、十六世大寶法王、頂果欽哲法王、及敦珠法王等，共同認證為第三世蔣康祖古仁波切之轉世，並授予坐床儀式。

### 教育與傳承
蔣康堪祖仁波切，四歲起由貝諾法王親自照料其生活、並教導其修習佛法，稱之「法王子」，法王任命其為白玉南卓林寺之繼承人，先接受密法教傳課程，後進入白玉南卓林寺之「雅久寧瑪佛學院」就讀九年，於佛學院五年級時，當著第十四世達賴喇嘛及三萬名來自各教派之僧俗四眾面前，講述「大幻化網密秘菁華」，並以此經典立宗論述，後亦擔任副院長三年。
1995年佛學院畢業，傳承寧瑪派之全部教言，以及所有伏藏教法之灌頂、口傳與要訣。時貝諾法王授予「第一堪祖」（堪布祖古，即佛學博士及轉世活佛）之殊榮，其並於佛學院畢業之後，擔任佛學院之院長三年。
2009年4月貝諾法王圓寂後，其繼任為白玉南卓林寺之住持，以利益眾生、世界和平之宗旨；為全球各地之信眾，講述顯宗之經論，以及密續之典籍、並賜予灌頂和口傳等。

## 佛行事業
2003年5月17日東森慈善機構於台北市府市民音樂廳舉行抗SARS息災祈福法會，特別邀請印度南卓林寺蔣康祖古仁波切來為台灣消災祈福，此由表演工作坊總監丁乃竺等發起，台北市長馬英九原定出席參與祈福…
中國 sina全球新聞報導：2009年10月蔣康祖古仁波切於台灣接受媒體訪問表示，「修行不求利己，利他才快樂」；他說，修習佛法不一定要到寺廟，也不一定要追求大師的加持，只要用心觀修，真正了解佛法的精義，並從利己之心轉換為利他之心，就能根本解除煩惱，找到生命真正的出路。
台灣自由時報報導 ：2011年7月之「世界煙供日，陳菊為高雄祈福」；市長陳菊表示，感謝蔣康祖古仁波切來台弘法，並在高雄舉辦祈福法會，因此她特別前來為高雄、台灣祈福，祈求風調雨順、國泰民安。
2011年9月，蔣康堪祖仁波切代表紅教參加於印度達蘭沙拉舉行三天之「世界藏傳佛教領袖會議」，出席者為各教派之法王，包括第十四世達賴喇嘛（黃教）、大寶法王（白教）、薩迦法王（花教）及印度官員等。同年10月，蔣康堪祖仁波切受不丹國王吉格梅·辛格·旺楚克及總理策林·托傑之邀請，前往不丹主法祈福。
2013年1月18日，寧瑪各教派共同決議推舉蔣康堪祖仁波切為《世界和平祈福大法會》(Nyingma Monlam Chenmo)第25～27屆（2014年～2016年）之大會總主席。
蔣康堪祖仁波切於聯合國世界文化遺產─摩訶菩提寺（正覺寺）附近，興建「菩提迦耶白玉南卓林寺」，提供僧眾佛學教育，祈願世界和平與安樂。寺名中之菩提迦耶，乃佛陀成道之聖地。
白玉南卓林寺至今於台灣、香港、新加坡、澳門、馬來西亞、菲律賓、尼泊爾、美國、加拿大、英國、德國、法國、瑞士建立佛法中心，弘揚佛法，利樂一切有緣的眾生。

## 著作
- 《轉心》
- 《走出痛苦》
- 《大圓滿天法虛空藏-前行日誦儀》

## 外部連結
- 印度白玉南卓林寺國際官網 （页面存档备份，存于）。
- 台灣寧瑪巴白玉南卓林寺佛學會 （页面存档备份，存于）。
- 蔣康堪祖仁波切全球官網 （页面存档备份，存于）。
- 中國·顯密文庫、佛教文集。
- 中國·佛教導航
- 中國·格蒙寺五明佛學院-列入（近代/現代）堪布·仁波切